# دانييل جاكسون (ستارغيت)
دانيل جاكسون (بالإنجليزية: Daniel Jackson)‏ هو شخصية خيالية في سلسلة الخيال العلمي ستارغيت. قام بتمثيل دوره الممثل جيمس سبادر بفيلم ستارغيت، والممثل مايكل شانكس في بقية السلسلة.
دانيل لا يحمل اية رتب عسكرية، فهو عالم آثار ولغويات مدني، انضم لفريق إس جي-1 لإيجاد زوجته شاريه التي تم اختطافها على يد الغواؤلد أبوفيس. ترك مسلسل ستارغيت إس جي 1 في الموسم السادس، وتم استبداله بشخصية جوناس كوين بصفة مؤقتة. وكان جاكسون في هذا الموسم شخصية ثانوية، الي ان عاد مرة أخرى في الموسم السابع كشخصية رئيسية، وخرج جوناس من المسلسل ولكنه واصل لعب دور ثانوي فيه أثناء الموسم السابع.